# Rigolet (Neufundland und Labrador)
Rigolet (Inuit-Name: Kikiaq) ist eine Gemeinde (Town) in der kanadischen Provinz Neufundland und Labrador.

## Lage
Die Gemeinde gehört zur Census Division No. 11. Sie befindet sich im Osten von Labrador an der Ostspitze einer Halbinsel, die sich zwischen Lake Melville und Double Mer erstreckt. Die Siedlung befindet sich am Westufer der Meerenge, die den Lake Melville mit der Groswater Bay und dem offenen Meer verbindet. Rigolet ist die südlichste Inuit-Siedlung. Rigolet besitzt einen kleinen Flugplatz (IATA: YRG). Der Ort wird üblicherweise per Flugzeug vom 160 km westsüdwestlich gelegenen Happy Valley-Goose Bay erreicht. Zwischen Mitte Juni und Mitte November gibt es eine Fährverbindung von Goose Bay nach Rigolet.
Der Zensus im Jahr 2016 ergab für die Gemeinde eine Bevölkerungszahl von 305 Einwohnern. Beim Zensus im Jahr 2011 waren es 306. Die Bevölkerung besteht hauptsächlich aus Inuit oder besitzt eine gemischte Abstammung aus Inuit und Europäern.

## Geschichte
Der Ort wurde 1735 von dem französisch-kanadischen Pelzhändler Louis Fornel als Handelsposten gegründet.

## Klima
Das Klima wird vom Labradorstrom bestimmt. Rigolet liegt in der kaltgemäßigten Klimazone. In den Sommermonaten Juli und August liegen die Durchschnittstemperaturen bei 16 °C, in den Wintermonaten Januar und Februar bei −18 °C.